# Schlemms kanal

Ögats anatomi. Schlemms kanal anges med siffran 3.

Schlemms kanal (latin: sinus venosus sclerae) är i ögat vid angulus iridocornealis en kanal mellan hornhinnan och senhinnan. Ögats kammarvatten dräneras via Schlemms kanal. Schlemms kanal är uppkallad efter den tyske anatomen Friedrich Schlemm (1795–1858).